# Liechtensteiner-Cup 1996-1997
La Liechtensteiner-Cup 1996-1997 è stata la 52ª edizione della coppa nazionale del Liechtenstein conclusa con la vittoria finale del FC Balzers, al suo undicesimo titolo.
Della competizione è noto solo il risultato della finale.

## Finale
| Triesen | FC Balzers | 3 – 2 | Vaduz |  |